# Malacopteron albogulare
A Malacopteron albogulare a madarak osztályának verébalakúak (Passeriformes) rendjébe és a Pellorneidae családjába tartozó faj.

## Rendszerezése
A fajt Edward Blyth angol zoológus írta le 1844-ben, a Setaria nembe Setaria albogularis néven.

## Alfajai
- Malacopteron albogulare albogulare (Blyth, 1844)
- Malacopteron albogulare moultoni (Robinson & Kloss, 1919)[3]

## Előfordulása
Délkelet-Ázsiában, Brunei, Indonézia és Malajzia területén honos. A természetes élőhelye a szubtrópusi vagy trópusi síkvidéki esőerdők, száraz erdők és mocsári erdők. Állandó, nem vonuló faj.

## Megjelenése
Testhossza 14,5-16 centiméter, testtömege 13-23 gramm.

## Életmódja
Rovarokkal táplálkozik.